# Zenshu
Zenshu (全修。?) è una serie televisiva anime del 2025 creata da MAPPA. È diretta da Mitsue Yamazaki e scritta da Kimiko Ueno, con Sumie Noro come assistente alla regia e Yukari Hashimoto che ha composto le musiche. Il character design originale è a cura di Yoshiteru Tsujino, mentre Kayoko Ishikawa ha adattato i design per l'animazione.

## Trama
Natsuko Hirose, una prodigiosa animatrice e regista, rimane vittima di un'intossicazione alimentare, poco dopo aver letto la notizia che la regista di Storia di un crollo, il suo film anime preferito nonostante sia stato un flop clamoroso, ha avuto la medesima sorte.
Risvegliandosi proprio nel mondo del film, scopre di avere il potere di dare vita alle sue animazioni, per cambiare la tragica trama e portare speranza nel mondo del film che l'ha ispirata a dedicarsi all'animazione da bambina.

## Personaggi
Natsuko Hirose (広瀬ナツ子?, Hirose Natsuko)
Doppiata da: Anna Nagase (ed. giapponese), Martina Tamburello (ed. italiana)
Una giovane animatrice che ha avuto un'intossicazione alimentare e si risveglia in un mondo basato sul suo film anime preferito dell'infanzia, Storia di un crollo. Scopre che la sua reggetta l'ha accompagnata, e che ha acquisito una volontà propria, sebbene solo lei possa sentirne la voce. Usandola, può evocare un tavolo da lavoro magico e utilizzarlo per disegnare rapidamente qualcosa che può portare temporaneamente in vita. Ha anche il controllo sulle sue creazioni. Tuttavia, ci sono dei limiti: i suoi poteri funzionano solo in situazioni estreme, non può disegnare la stessa cosa due volte, è vulnerabile mentre disegna e sviene per tre giorni dopo aver usato i suoi poteri. In seguito si scopre che anche i Voids, i principali antagonisti della serie, possono copiare le sue creazioni. Nella maggior parte del tempo, il suo viso è coperto dai suoi lunghi capelli, il che ha portato i Nine Soldiers a credere che fosse un gremlin quando l'hanno incontrata per la prima volta. Presto diventa un membro dei Nine Soldiers e diventa una buona amica di Destiny, sebbene non vada molto d'accordo con Unio. Fin da bambina si è concentrata esclusivamente sul miglioramento delle sue capacità di disegno, divenendo scostante, perfezionista e incapace di innamorarsi, ignorando di aver attirato l'attenzione di diverse persone nel corso della sua vita. L'esperienza con i Nine Soldiers l'ha resa più aperta e ha conosciuto il primo amore con Luke, suo personaggio preferito del film.
Luke Braveheart (ルーク・ブレイブハート?, Rūku Bureibuhāto)
Doppiato da: Kazuki Ura (ed. giapponese), Mattia Bressan, Annalisa Longo (da bambino) (ed. italiana)
Il protagonista di Storia di un crollo e il leader dei Nine Soldiers. Non è molto premuroso, dato che inizialmente maltratta Natsuko dopo averla scambiata per un gremlin, ma il suo atteggiamento nei suoi confronti cambia dopo aver visto i suoi incredibili poteri e aver capito che è in realtà un essere umano. Tuttavia, continua a comportarsi in modo maleducato e arrogante nei confronti di Natsuko, ma presto inizia ad apprezzarla e sviluppa dei sentimenti per lei dopo aver visto il suo volto. Nella storia originale, si innamorava di Destiny. Alla fine del film, Luke cede alla disperazione per le perdite subite e incolpa il Soul Future per tutto, il che lo porta a distruggerlo: Luke diventa il Grande Void e il mondo viene distrutto. Ma grazie alla presenza di Natsuko, il mondo viene ricostruito dopo la sconfitta del Grande Void, e tutti i morti vengono resuscitati.
Unio (ユニオ?, Yunio)
Doppiato da: Rie Kugimiya (ed. giapponese), Giulia Maniglio (ed. italiana)
Una piccola creatura simile a un unicorno, amico d'infanzia di Luke e membro dei Nine Soldiers. Può trasformarsi in un unicorno volante, ma senza il suo corno è pressoché impotente, sebbene questo ricresca. Come Luke, inizialmente tratta Natsuko come un'emarginata, finché non scopre le sue vere caratteristiche. Inizialmente avrebbe dovuto essere il primo a morire nella trama, sacrificandosi per distruggere un esercito del Void, ma è stato salvato da Natsuko dopo che lei ha creato un mostro per distruggerli al suo posto. Ciononostante, continua a non provare alcuna simpatia per Natsuko, che di solito lo fa volteggiare e lo sbatte a terra ogni volta che è arrabbiata con lui, e in seguito indossa il suo corno come una forcina per capelli. Spesso litigano animatamente e Unio vede quasi sempre Natsuko come una minaccia per sé e per i suoi amici, anche se potrebbe essere perché è geloso della relazione tra Natsuko e Luke. Tuttavia, presto iniziano a mettere da parte il loro risentimento reciproco.
Memmeln (メメルン?, Memerun)
Doppiata da: Minori Suzuki (ed. giapponese), Katia Sorrentino (ed. italiana)
Un'elfa membro dei Nine Soldiers. È abile con arco e frecce, che hanno poteri magici. Lei e QJ sono gli unici membri a non avere problemi personali nei confronti di Natsuko. Tuttavia, in seguito si scopre che fa parte di una setta che cerca di evocare il Grande Void in modo che possa porre fine alla loro immortalità. Inizialmente avrebbe dovuto essere uccisa da Luke dopo essere diventa il Grande Void, ma la situazione cambiò quando Memmeln decise di riconsiderare la sua decisione (a causa dei rimproveri di Natsuko per non essersi curata delle persone innocenti) e Natsuko creò un personaggio chiamato Sir Exister, tratto da un anime chiamato Uta-Men, che balla con Memmeln per farle rinunciare al suo tentativo di porre fine alla sua vita eterna e la rende una sua fan.
QJ (?)
Doppiato da: Akio Suyama (ed. giapponese), Davide Fumagalli (ed. italiana)
Un robot volante membro dei Nine Soldiers. Può analizzare le situazioni e dare consigli, e può anche sparare laser ai nemici. Lui e Memmeln sono gli unici membri a non avere problemi personali con Natsuko. Nel nono episodio, si sacrifica per distruggere un potente Void; non è morto nella trama originale. Tuttavia, viene resuscitato alla fine della serie.
Justice (?)
Doppiato da: Romi Park (ed. giapponese), Gea Riva (ed. italiana)
Un drago che un tempo faceva parte dei Nine Soldiers, ma che si è ritirato a causa di un infortunio in battaglia e non può volare a lungo a causa di un'ala danneggiata.
Destiny Heartwing (?)
Doppiata da: Manaka Iwami (ed. giapponese), Federica Simonelli (ed. italiana)
La figlia del sindaco e interesse amoroso di Luke. In questa trama alternativa, non diventa l'amante di Luke. Inizialmente era fidanzata con un ricco presidente per poter fondare un orfanotrofio. Dopo essere stata salvata da un Void da Natsuko (originariamente destinata a morire a questo punto), che crea un personaggio lottatore di nome Serval Cat Mask per sconfiggerlo, rimane affascinata dalla sua creazione e inizia a indossare una tuta da lottatore, che è ancora più succinta del suo precedente abito e include anche una maschera da tigre, desiderando diventare anche lei una combattente e col tempo sviluppa un corpo muscoloso. Fonda un orfanotrofio dopo aver rifiutato la proposta del presidente e ora è una buona amica di Natsuko. Tuttavia, presto torna alla sua vecchia identità e si fidanza con il presidente in modo che possa contribuire al mantenimento del suo orfanotrofio.
Kametaro Tsuruyama (鶴山亀太郎?, Tsuruyama Kametarō)
Doppiata da: Yoshiko Sakakibara (ed. giapponese), Patrizia Salmoiraghi (ed. italiana)
La regista di Storia di un crollo, morta per un'intossicazione alimentare e apparentemente reincarnata nel mondo basato sull'anime, ma come un uccello. Natsuko la idolatra. È infastidita che Natsuko abbia cambiato tutto il suo duro lavoro e vuole che la trama si svolga come l'ha scritta. Ciononostante, non interviene mai né cerca di impedire a Natsuko di cambiare la trama. Alla fine, mentre Natsuko torna nel mondo reale, rimane nel mondo dell'anime, continuando a non accettare che il finale del film sia stato cambiato.

## Distribuzione
La serie è stata trasmessa in Giappone su TV Tokyo dal 5 gennaio al 23 marzo 2025. In Italia e negli altri Paesi è stata pubblicata in simulcast su Crunchyroll. Il doppiaggio italiano è stato eseguito presso lo studio VSI, con la direzione di Mosè Singh e l'adattamento dei dialoghi di Anaïs Pain.

## Episodi
| Nº | Titolo italiano Giapponese 「Kanji」 - Rōmaji | In onda          | In onda          |
| Nº | Titolo italiano Giapponese 「Kanji」 - Rōmaji | Giapponese       | Italiano         |
| 1  | Linea di partenza 「始線」 - Shisen | 5 gennaio 2025   | 5 gennaio 2025   |
| 1  | Natsuko Hirose è una giovane animatrice diventata famosa in seguito al grande successo della sua prima serie e attualmente è alle prese con il suo nuovo progetto. Natsuko viene a sapere al telegiornale che un'animatrice è morta per intossicazione alimentare. Mentre rivede il suo film anime d'infanzia storia di un crollo mentre pranza, ha un'intossicazione alimentare. Natsuko si sveglia in un luogo desertico e viene attaccata da una creatura simile a un insetto, ma viene salvata da Luke Braveheart, Memmeln, Unio e QJ, un gruppo chiamato Nine Soldiers i personaggi principali del suo film anime d'infanzia. La scambiano per un gremlin a causa dei suoi capelli che le coprono il viso e la lasciano viaggiare a piedi fino all'Ultima Città. Natsuko si rende conto di essere all'interno dell'anime e, sapendo cosa succede nella trama, cerca di avvertire Luke dell'imminente attacco dell'esercito dei Void all'Ultima Città, che lui ignora. L'esercito dei Void appare presto e avanza verso la città. Natsuko sa che Unio sta per creare una bomba suicida per sconfiggerli. Si rende conto di avere con sé la sua bacheca che le parla, dicendole di disegnare prima di trasformarsi in una magica scrivania di animazione. Natsuko disegna a velocità rapida e crea un essere gigante che spazza via l'esercito dei Void e impedisce la morte di Unio. Sbalordito dalle insolite abilità di Natsuko, Luke chiede a Natsuko chi sia e da dove venga. Natsuko dice di essere un'animatrice e di venire dalla realtà prima di svenire scoprendo i capelli, rivelando a Luke e ai suoi alleati di essere un'umana. Fraintendendo ciò che ha detto, Luke crede che Natsuko provenga da un regno chiamato Realtà. |                  |                  |
| 2  | Difesa disperata 「死守」 - Shishu | 12 gennaio 2025  | 12 gennaio 2025  |
| 2  | Un flashback dell'infanzia di Natsuko rivela che in storia di un crollo, ci sono nove paesi che hanno cristalli luminosi chiamati Soul Futures, che vengono presi di mira dai Void. Se tutti e nove dovessero essere distrutti, un potente mostro chiamato il grande Void apparirà e distruggerà il mondo. Nel presente, Natsuko si risveglia dopo essere svenuta per tre giorni. Luke le dà del cibo e la interroga sulle sue origini, rimanendo molto sorpreso quando lei rivela di conoscere le sue informazioni personali. Natsuko tenta quindi di mostrare i suoi poteri, ma la sua bacheca non si attiva, indicando che i suoi poteri non possono essere usati tutto il tempo. Unio si unisce alla conversazione quando presume che stiano litigando. Il sindaco di Last Town convoca i Nine Soldiers e Natsuko per un incontro. Baobab, la profeta della città, arriva, e lei e il sindaco interrogano Natsuko sulla "Realtà" da cui proviene, ma le sue spiegazioni la fanno sembrare pazza. Natsuko inizia a chiedersi se non sia morta ed è stata invece teletrasportata nel mondo dell'anime. Baobab li avverte che rimane solo un Soul Futures e che la sua distruzione scatenerà il grande Void. Suggerisce a Natsuko di unirsi ai Nine Soldiers, ma Luke e Unio sono contrari. Vedendo che Luke è un idiota, Natsuko se ne va e torna nel luogo in cui si era svegliata in precedenza, volendo tornare nel mondo reale, ma scopre che non può andarsene. Decide di andare a trovare Luke, che la interroga ulteriormente dopo aver ricordato di aver previsto correttamente il precedente attacco dei Void. Dopo averli avvertiti dell'imminente attacco aereo dei Void, Natsuko accetta di unirsi ai Nine Soldiers, sperando di trovare un modo per tornare nel mondo reale. Mentre visita un bar e parla con la matrona del bar Naomi, Natsuko si rende conto che Naomi condivide l'aspetto del suo capo riflettendo se anche altri umani possano essere entrati in questo mondo. Il giorno successivo, avviene l'invasione dei Void e la bacheca di Natsuko si attiva, anche se solo lei può sentirne la voce. Il suo strumento le impedisce di creare la stessa cosa due volte, quindi Natsuko crea numerosi missili a ricerca che eliminano tutti i Void volanti e distruggono la loro nave madre. Poi sviene di nuovo per tre giorni e dopo essersi svegliata, Luke le dà del cibo e i capelli di Natsuko sono legati verso l'alto in modo che il suo viso possa essere visto.                                                         |                  |                  |
| 3  | Destino 「運命」 - Unmei | 19 gennaio 2025  | 19 gennaio 2025  |
| 3  | Natsuko ricorda gli eventi precedenti mentre i cittadini fanno il tifo per lei. Durante la Festa del Raccolto, Memmeln veste Natsuko con un abito, che lei trova scomodo. Ha quindi luogo una cerimonia per il Soul Futures. Mentre si diverte, Natsuko predice che il prossimo attacco avverrà in una giornata piovosa, ma Luke è ancora cauto poiché è invaso da ammiratori. Memmeln esce per prendere parte a un coro mentre Unio ha difficoltà ad attirare l'attenzione. Luke incontra Destiny Heartwarming, la figlia del sindaco che diventerà l'interesse amoroso di Luke, che si nasconde da un presidente e dalle sue mogli. Natsuko ricorda gli eventi futuri che coinvolgono Destiny e che a un certo punto morirà. Destiny in seguito parla con suo padre, che è preoccupato per il suo fidanzamento con il Presidente poiché aveva sperato che l'avrebbe aiutata a realizzare il suo sogno di gestire un orfanotrofio. Luke incontra di nuovo Destiny e inizia a sviluppare sentimenti per lei mentre ballano. Quella notte, mentre misteriose figure vestite affrontano un Void simile a una mantide, Destiny interagisce con Natsuko. Quando il presidente la trova, Natsuko convince Destiny ad avviare un orfanotrofio senza l'aiuto del presidente. I Void iniziano ad entrare in città e Natsuko scopre che uno dei sacerdoti è un Void sotto mentite spoglie; rivelando che è lo stesso Void mantide di prima. Il Void attacca Destiny, e Unio e un Luke ubriaco cercano di salvarla. I poteri di Natsuko si attivano e QJ la protegge mentre disegna. Crea un wrestler di nome Serval Cat Mask, che combatte il Void in un incontro di wrestling con Natsuko come ospite. Il Void perde il combattimento e Natsuko cade di nuovo priva di sensi. Mentre mangia un pasto con Luke, Destiny arriva in un completo da wrestler a causa della sua ammirazione per la creazione di Natsuko e del desiderio di essere anche una combattente, avendo anche deciso di avviare un orfanotrofio da sola dopo aver rifiutato la proposta del Presidente. Notando che Memmeln era assente durante l’attacco del Void, Natsuko comincia a pensare che stia nascondendo qualcosa. |                  |                  |
| 4  | Eternità 「永遠」 - Eien | 26 gennaio 2025  | 26 gennaio 2025  |
| 4  | Sospettando che qualcuno abbia aiutato il Void mantide da prima, Natsuko segue segretamente Memmeln, sapendo che fa parte di un gruppo di maghi che sono stati responsabili della trasformazione del Void mantide in un sacerdote per fargli distruggere il Soul Future, ma non conosce il loro vero obiettivo. Nella storia originale, il grande Void è apparso dopo che Luke ha ucciso il Void mantide, rivelando essere una Memmeln trasformata. Luke si unisce a lei e lei le rivela il segreto di Memmeln. Seguendo lei e gli elfi da prima in una caverna segreta, assistono a un culto che esegue un rituale (che si rivela essere il "coro" a cui Memmeln stava partecipando) per risvegliare il grande Void. Quando arriva Unio, Natsuko avverte Luke di non dirgli niente per evitare il panico e se ne vanno. Luke discute con Natsuko su come risolvere la situazione. Il giorno dopo, chiedono a Memmeln il suo motivo e lei spiega che lei e il culto stanno aiutando i Void perché sono stanchi di vivere per sempre e vogliono porre fine alla loro immortalità. Luke è ferito da questa scoperta, mentre Natsuko rimprovera Memmeln per non essersi preso cura degli altri. Memmeln parte quella notte, ma Luke escogita un piano per fermare il suo piano. Luke si traveste da uno dei cultisti per entrare nella cerimonia. Memmeln si trasforma nel grande Void stesso, ed è allora che Luke la ucciderà. La bacheca di Natsuko si attiva e inizia a disegnare. A questo punto, Memmeln cambia idea su questo dopo aver ricordato le parole di Natsuko e interrompe il rituale, tornando alla normalità nel processo mentre Luke dirige l'attenzione di tutti verso chi pensano sia il grande Void; in realtà è una creazione di Natsuko: un uomo affascinante di nome Sir Exister di un anime chiamato Uta-Men, che porge loro fiori e balla con Memmeln prima di scomparire. Natsuko mostra a Memmeln il disegno di Exister prima di svenire. Memmeln decide che la vita vale la pena di essere vissuta se può fare da fangirl per sempre, e il suo culto ora lo idolatra. Mentre Luke e Unio sono in giardino, un uccello misterioso li sta osservando. |                  |                  |
| 5  | Giustizia 「正義」 - Seigi | 2 febbraio 2025  | 2 febbraio 2025  |
| 5  | In passato, Natsuko ha mostrato poca considerazione per i suoi colleghi. Dopo aver sconfitto molti Void con l'aiuto delle creazioni di Natsuko, i Nine Soldiers sono acclamati dagli abitanti della città per le loro recenti vittorie, in particolare Natsuko. Unio diventa geloso dell'attaccamento di Luke a Natsuko. Il gruppo incontra Destiny, che si è allenata per diventare un combattente e ha aperto un orfanotrofio chiamato Serval Cat House. Luke, Natsuko e Unio si dirigono verso i bassifondi per trovare gli orfani. Uno di loro ruba la bacheca di Natsuko, ma viene fermato da Luke. Gli altri si rivelano a loro. Mentre intrattengono i bambini, Natsuko mostra loro la casa dei gatti Serval, anche se Luke è confuso dal suo comportamento drammatico. Incontrano una draghessa di nome Justice che viene minacciata da teppisti, che sono costretti ad andarsene quando Luke si presenta; Natsuko riconosce Justice come una ex membro dei Nine Soldiers, e anche Justice la prende in simpatia. Mentre porta i bambini all'orfanotrofio, un'esausta Natsuko incontra Justice e rivela come si è dimessa dopo un infortunio in una precedente battaglia che ha provocato la morte di un alleato di nome Ganger, e vede anche che non può volare. Luke e Unio li osservano da lontano. Destiny è grata a loro per aver portato i bambini nel suo orfanotrofio. QJ li avverte di Void simili a melma che si avvicinano alla città; mentre corrono per fermarli, Natsuko sente l'uccello misterioso dire che le sue azioni non servono a nulla questa volta. Justice li osserva da vicino. Mentre affronta i Void, nemmeno Natsuko stessa li riconosce. La sua bacheca si attiva di nuovo e, ignorando gli ordini di Luke di aspettare, crea un personaggio samurai per attaccarli mentre Luke e QJ si uniscono alla lotta mentre gli altri tornano in città per proteggerla. I Void melma sono più potenti di quanto si aspettassero e il personaggio del samurai viene distrutto, dimostrando che l'uccello ha ragione. I Void di Melma procedono ad attaccare Natsuko. |                  |                  |
| 6  | Cambiamento 「変化」 - Henka | 9 febbraio 2025  | 9 febbraio 2025  |
| 6  | Un flashback rivela tutti i precedenti membri dei Nine Soldiers. Nel presente, i Void di Melma si infiltrano nell'Ultima Città e formano un bozzolo sulla torre con il Soul Futures, con l'intenzione di formare un Void molto più forte per consumarlo. Natsuko viene ferita in battaglia e Memmeln e Unio curano le sue ferite. Dopo essersi ripresa, Natsuko è determinata a fermare il Void, ma Luke la rimprovera per il suo comportamento. Luke in seguito visita le tombe dei membri deceduti dei Nine Soldiers e incontra Justice, che informa Luke che la vittoria non è sempre possibile nemmeno per gli eroi, ma Luke è ancora determinato a vincere contro i Void ed esprime frustrazione e ipocrisia con Natsuko. Unio, che li stava origliando, è infastidito dalla presa in giro di Justice. Mentre è al bar, QJ avverte Natsuko delle sue azioni sconsiderate e Memmeln la convince ad accettare l'aiuto degli altri. Quindi formano un nuovo piano per sconfiggere il Void. Mentre gli abitanti della città evacuano, Baobab crea un campo di forza attorno al Soul Futures. Mentre i Nine Soldiers si preparano per la battaglia, Natsuko viene nuovamente informata dall'uccello che fallirà, cosa che lei respinge. Un Void simile a un millepiedi emerge dal bozzolo; si dimostra molto veloce in quanto mangia QJ e Memmeln e ferisce gli altri. Unio perde il suo corno, portandogli via la maggior parte dei suoi poteri, che Natsuko trova. Una volta attivati i poteri, Natsuko crea delle scale galleggianti per Luke e Unio, ma non riesce a vederli dal basso. Justice arriva in aiuto e Natsuko, che ora indossa il corno di Unio come una forcina, lo fa aiutare a trasportare lei e la sua scrivania nonostante la sua incapacità di rimanere in aria a lungo. Il Centipede Void raggiunge la cima della torre e sfonda il campo di forza di Baobab. QJ e Memmeln fuggono dallo stomaco del Void e Unio usa tutta la sua forza per calciare Luke verso il Void, che lo uccide prima che possa divorare il Soul Futures. Justice finalmente racconta a Luke della sua ala rotta e nota che Natsuko lo ha cambiato. |                  |                  |
| 7  | Primo amore 「初恋」 - Hatsukoi | 16 febbraio 2025 | 16 febbraio 2025 |
| 7  | Nell'anno 2006, una giovane ragazza di nome Midori Ichihashi ha cercato di fare amicizia con Natsuko, ma quando hanno visto il film anime storia di un crollo, Natsuko ne è diventata ossessionata. Midori si innamorò di lei da lontano e, quando dovette trasferirsi, Natsuko le regalò un disegno di Midori e Luke. Alle scuole medie, nel 2011, un ragazzo di nome Shu Ninomiya della squadra di atletica leggera ammirava Natsuko che osservava e disegnava sempre tutto. Quando lei lo ha disegnato mentre correva e stabiliva un record per i 100 metri piani, ha cercato di confessare i suoi sentimenti, ma lei lo ha ignorato, quindi ha rinunciato a cercare di conquistarla. Nell'anno 2014, un aspirante regista di nome Saburo Aoi stava cercando di realizzare un video musicale quando un'adolescente Natsuko accettò di aiutare. Era irritato quando lei ignorava i suoi disegni e ne faceva di nuovi, ma si innamorò di lei quando vide il prodotto finito. Incapace di confessare, decise di competere con lei, ma non riuscì a laurearsi mentre Natsuko divenne un'animatrice, portandolo a tagliare i ponti con lei. Durante l'anno 2019, Naomi Fukushima, la presidente dello studio di animazione, è stata segretamente attratta da Natsuko. Le assegnò il lavoro su una commedia romantica, ma Natsuko non capiva il romanticismo e iniziò a molestare le persone con cliché romantici. Mentre i suoi colleghi si lamentavano del suo comportamento, Natsuko ha subito un'intossicazione alimentare e Naomi ha cercato di aiutarla. Nel presente, i Nine Soldiers, tra cui Justice, fanno una festa all'orfanotrofio di Destiny. Natsuko si diverte e si chiede se la storia doveva essere così divertente. L'uccello arriva e le dice che non lo è. |                  |                  |
| 8  | Confessione 「告白」 - Kokuhaku | 23 febbraio 2025 | 23 febbraio 2025 |
| 8  | L'uccello perseguita Natsuko ovunque vada, dicendo che le sue azioni non servono a nulla. QJ deduce che l'uccello proveniva dallo stesso luogo di Natsuko. Destiny alla fine cattura l'uccello e lo interrogano minacciando di ucciderlo. L'uccello si infuria contro le modifiche apportate da Natsuko al film e rivela di essere Kametaro Tsuruyama, la regista di storia di un crollo, morta per intossicazione alimentare e reincarnata in questo mondo. Natsuko è una sua grande fan, ma si chiede come Kametaro abbia preso la forma di un uccello mentre Natsuko è ancora se stessa. Kametaro dichiara che il film dovrebbe finire con Luke che muore e dice a Natsuko di tornare alla realtà mentre fugge (anche se Natsuko non sa come), insistendo sul fatto che il finale non può essere cambiato. Luke chiede a Unio un consiglio sulle relazioni, ma Unio non è d'aiuto fino a quando Naomi non gli dice di confessare i suoi sentimenti. Luke dice a Natsuko che la ama, poi la stranisce confessandogliela ogni volta che si incontrano. Natsuko inizia a mettere in discussione ciò che la circonda. Mentre Unio diventa sempre più geloso, Justice dice a Luke che il prossimo passo è andare ad un appuntamento, così le chiede di andare alle terme. Natsuko non era a conoscenza delle sorgenti termali poiché non erano nel film, quindi Luke dice che Ganger le ha fatte. Fanno il bagno e si divertono a discutere degli ex Nine Soldiers, ma un Void attacca e distrugge le sorgenti termali con un'esplosione laser, costringendoli a combatterlo mentre sono a malapena vestiti. Natsuko crea un Gundam per combattere il Void. Che viene distrutto, ma permette a Luke di ucciderlo. In quel momento, Natsuko si innamora di Luke. |                  |                  |
| 9  | Eroe 「勇者」 - Yūsha | 2 marzo 2025     | 2 marzo 2025     |
| 9  | Luke ricorda di aver combattuto i Void e di aver perso degli amici nei Nine Soldiers. Stava per cadere nella disperazione finché non incontrò Natsuko. Era affascinato dal suo volto e dai suoi poteri e non riusciva a smettere di pensare a lei, finché non si innamorò. Riporta indietro l'incosciente Natsuko dalle sorgenti termali. Quando si sveglia, è troppo nervosa per parlargli e va a stare da sola. QJ la segue e le chiede cosa intendesse Kametaro riguardo al fatto che Luke è destinato a morire. Gli racconta la trama di storia di un crollo: Unio è morto, Luke si è innamorato di Destiny, Luke ha ucciso Memmeln quando è diventata un Void, gli abitanti della città si sono rivoltati contro Luke e Destiny, Destiny è morta proteggendo un bambino da un Void, poi Luke in preda alla disperazione ha distrutto lui stesso il Soul Futures, portando alla comparsa del Grande Void che si reicarna in lui distruggendo il mondo. Questo ha lasciato QJ l'unico sopravvissuto del mondo. QJ sottolinea che non era in quel futuro e che la sua presenza ha già cambiato gli eventi, il che significa che questo potrebbe portare a un lieto fine. Il Void attacca, ma sono scioccati nel trovare un Void volante che spara missili come quelli usati da Natsuko e copie del Void di Serval Cat Mask e del suo samurai. Unio e Memmeln vengono feriti da missili e Luke viene ferito sconfiggendo il lottatore e il samurai. Natsuko cerca di pensare a cosa disegnare, ma esita poiché il Void lo copierebbe la prossima volta ricordando le parole di Kametaro. Un missile fa esplodere la sua scrivania, così QJ le affida il futuro prima di sacrificarsi per distruggere il Void volante. |                  |                  |
| 10 | Caos 「混乱」 - Konran | 9 marzo 2025     | 9 marzo 2025     |
| 10 | Si tiene un funerale per QJ dopo l'attacco del Void, lasciando l'Ultima Città in disordine. Natsuko non è più disposta a disegnare poiché i Void copierebbero semplicemente il suo lavoro la prossima volta, e Luke la rimuove dalla squadra per il loro bene. Gli abitanti della città sono costretti a evacuare le parti danneggiate della città. Sempre più preoccupato per le preoccupazioni di Luke per la città, Unio parla con Justice mentre visita le tombe dei loro compagni defunti. Justice afferma che Natsuko è l'unica che può aiutarlo. Il giorno dopo, le persone iniziano a incolpare Natsuko per la loro situazione. Fa visita a Baobab, che spiega che il destino di Luke non può essere evitato e che la speranza per i Nine Soldiers era solo una facciata per evitare che gli abitanti della città andassero nel panico. Natsuko fa poi visita a Destiny, che ora indossa di nuovo il suo vestito originale, per chiederle dove sia Kametaro, ma lei non l'ha vista. Destiny si è fidanzata di nuovo con il Presidente in modo che possa aiutarla a salvare il suo orfanotrofio. Memmeln sta di nuovo lavorando con il suo culto per eseguire un incantesimo proibito e le persone iniziano a sollecitare Luke ad aiutarli a dare la caccia a Natsuko, che credono stia per evocare il Grande Void, ma lui e Unio fuggono, non volendo essere coinvolti. Con Natsuko ora un bersaglio, Luke cerca disperatamente di trovarla prima che lo facciano gli altri. Il culto di Memmeln, che è determinato a proteggere Natsuko mentre riprendono i loro piani per evocare il grande Void credendo che possa aiutare, e gli abitanti della città iniziano a combattere per Natsuko, facendole vedere che la storia non è come prima proprio come appaiono gli Void scarafaggi, hanno copiato lo scarabocchio che ha accidentalmente disegnato in precedenza. Luke salva Natsuko e lei ricorda che nella trama originale, è qui che Destiny è stato uccisa, tranne per il fatto che sta sostituendo Destiny. Non è sicura di cosa fare. Dopo essere stata ferita dai cittadini, Luke interviene per proteggerla e Unio cerca di salvarla dall'essere mangiata da un Void Scarabocchio dopo aver salvato un bambino da esso, ma fallisce ed entrambi vengono divorati. Il Void Scarabocchio viene quindi attaccato dai cittadini, che poi scompare, lasciando dietro di sé la bacheca di Natsuko. Credendo che sia stata uccisa, gli abitanti della città festeggiano mentre Luke viene lasciato sull'orlo di un grave esaurimento nervoso. |                  |                  |
| 11 | Disperazione 「絶望」 - Zetsubō | 16 marzo 2025    | 16 marzo 2025    |
| 11 | Mentre i Void Scarabocchiati uccidono la folla inferocita e i cultisti e continuano a devastare l'Ultima Città, Luke soccombe al crollo mentale che ha avuto nella trama originale del film dopo che la bacheca di Natsuko svanisce nelle sue mani. I sopravvissuti incolpano ancora Natsuko per la loro situazione mentre Baobab e Kametaro osservano il caos, aspettandosi che la fine sia vicina. Intrappolati nello stomaco del Void Scarabocchio, i Void tormentano Natsuko con incubi di persone importanti della sua vita che insultano le sue abilità di animatrice. Unio, dopo aver vissuto un ricordo del suo passato, la raggiunge e le ricorda che Luke le ha salvato la vita, ma Luke ha bisogno di lei ora, poi ammette che gli piace la sua arte, riaccendendo il suo amore per l'animazione mentre ricorda come Luke l'abbia ispirata. In una visione del cinema dove Natsuko ha visto per la prima volta storia di un crollo, una visione più giovane di Natsuko le concede una nuova bacheca e un modo per tornare nel mondo dell'anime, esortandola a continuare a disegnare proprio mentre Unio la raggiunge. Tuttavia, mentre Memmeln e Justice iniziano a dedurre le fonti dei Void Scarabocchi, e gli amici di Memmeln tentano di ricostruire QJ, l'ormai folle Luke distrugge il Soul Futures, invocando il Grande Void. |                  |                  |
| 12 | Zenshu - Tutto da capo 「全修」 - Zenshū | 23 marzo 2025    | 23 marzo 2025    |
| 12 | Gli amici di Memmeln vengono schiacciati dalla caduta di detriti proprio mentre finiscono di ricostruire QJ. Memmeln nota la luce proveniente da un Void e lo apre per far uscire Natsuko e Unio. Luke si trasforma nel grande Void e scatena una pioggia di spade e un fango che dissolve tutto ciò che tocca. Mentre i cittadini evacuano, il trio cerca di dire a Luke che Natsuko sta bene, ma lui continua ad attaccare. Mentre Unio e Memmeln la proteggono, Natsuko estrae copie di Luke per combattere il grande Void, ridisegnandolo ogni volta che viene ucciso. Tutti i cittadini e poi Memmeln e Unio vengono colpiti dalle spade o dal fango, ma un QJ ricostruito sembra incoraggiare Natsuko. Natsuko e QJ vengono colpiti dal fango, ma mentre si dissolve, crea un Luke finale che uccide il grande Void mentre dichiara il suo amore per Luke. Tutti, comprese le persone morte da tempo come i membri perduti dei Nine Soldiers, rinascono in un nuovo mondo con tutti e nove i Soul Futures intatti e senza Void. Kametaro non è impressionata da questo lieto fine e vola via. Tutti festeggiano, ma Natsuko crolla e scompare di nuovo nel mondo reale. Lei e Luke si scambiano un'ultima dichiarazione d'amore e lui promette di trovarla. Tornando nel mondo reale, Natsuko indossa il corno di Unio come forcina. Ha un nuovo stile di capelli che non le copre più il viso ed è molto più amichevole con i suoi colleghi, finendo il suo nuovo film, Primo amore, con recensioni entusiastiche. Un giorno, fa una passeggiata, poi il corno di Unio si illumina mentre passa inconsapevolmente davanti ai Nine Soldiers, poi si gira sorpresa, suggerendo che i Nine Soldiers in qualche modo hanno trovato la loro strada nel mondo reale. |                  |                  |